# Laubwaldgebiete östlich Leipzig
Laubwaldgebiete östlich Leipzig este o arie protejată (arie de protecție specială avifaunistică — SPA) din Germania întinsă pe o suprafață de 4.135 ha, integral pe uscat.

## Localizare
Centrul sitului Laubwaldgebiete östlich Leipzig este situat la coordonatele 51°17′32″N 12°40′20″E / 51.2922°N 12.6722°E.

## Înființare
Situl Laubwaldgebiete östlich Leipzig a fost declarat arie de protecție specială avifaunistică în noiembrie 2006 pentru a proteja 54 de specii de animale.

## Biodiversitate
Situată în ecoregiunea continentală, aria protejată nu include niciun habitat protejat.
La baza desemnării sitului se află mai multe specii protejate de  păsări (54): lăcar-de-rogoz (Acrocephalus schoenobaenus), pescăruș albastru (Alcedo atthis), rață sulițar (Anas acuta), rață lingurar (Anas clypeata), rață mică (Anas crecca crecca), rață fluierătoare (Anas penelope), Anas platyrhynchos platyrhynchos, rață cârâitoare (Anas querquedula), Anas strepera strepera, Ardea cinerea cinerea, rață-cu-cap-castaniu (Aythya ferina), rața moțată (Aythya fuligula), buhai de baltă (Botaurus stellaris stellaris), Bucephala clangula, fugaci de țărm (Calidris alpina), chirighiță neagră (Chlidonias niger), barză albă (Ciconia ciconia ciconia), barză neagră (Ciconia nigra), erete de stuf (Circus aeruginosus), lebădă de vară (Cygnus olor), ciocănitoarea de stejar (Dendrocopos medius), ciocănitoare neagră (Dryocopus martius), egretă albă (Egretta alba), presură sură (Emberiza calandra), șoimul rândunelelor (Falco subbuteo), Fulica atra atra, Grus grus grus, codalb (Haliaeetus albicilla), Ixobrychus minutus minutus, capîntortură (Jynx torquilla), sfrâncioc roșiatic (Lanius collurio), sfrâncioc mare (Lanius excubitor excubitor), Larus argentatus, pescăruș argintiu (Larus cachinnans), pescăruș sur (Larus canus), Larus michahellis, pescăruș râzător (Larus ridibundus), gaia neagră (Milvus migrans), gaia roșie (Milvus milvus), pietrar sur (Oenanthe oenanthe), vultur pescar (Pandion haliaetus), viespar (Pernis apivorus), cormoran mare (Phalacrocorax carbo carbo), bătăuș (Philomachus pugnax), ciocănitoare verzuie (Picus canus), ploier auriu (Pluvialis apricaria), Podiceps cristatus cristatus, Podiceps grisegena grisegena, Podiceps nigricollis nigricollis, mărăcinar (Saxicola rubetra), silvie porumbacă (Sylvia nisoria), Tachybaptus ruficollis ruficollis, fluierar de mlaștină (Tringa glareola), nagâț (Vanellus vanellus).
Pe lângă speciile protejate, pe teritoriul sitului au mai fost identificate 2 specii de păsări.